# Karragenan
Karragenan är ett broskartat, blekgult, slemrikt och proteinbindande ämne som utvinns ur de torkade rödalgerna Chondrus crispus (karragentång) och Gigartina mamillosa (vårtig rödalg) vilka samlas in vid Irlands kuster (”irländsk mossa”). Vid kokning löses karragenan till ett slem, som vid avkylning stelnar till gelé. Karragenan är en grupp av kemiska ämnen, som alla är polysackarider med sulfatgrupper.

## Användning
Karragenan används som förtjockningsmedel i papper och textilier, som bindemedel i torra vattenfärger eller som klarningsmedel i öl.
Ämnet finns även i andra livsmedel. Det används bland annat i glass, grädde, milkshake, patéer, tandkräm, hud- och hårvårdsprodukter, sojamjölk och pålägg (både chark- och vegetariska produkter). När karragenan används som livsmedelstillsats har det E-nummer E 407 eller E 407a. Det benämns även som stabiliseringsmedel eller geleringsmedel.
Förr användes det som magsårsmedicin i Frankrike.

## Hälsorisker
Ämnet har vid flera tillfällen utvärderats av Världshälsoorganisationen (WHO) och har då bedömts som ofarligt. Livsmedelsverket i Sverige anser att det är ofarligt för människor som det används i livsmedel, med hänvisning till europeiska tester och WHO:s dokumentation.